# تویانزا سابدیوژن (کالیفرنیا)
تویانزا سابدیوژن (به انگلیسی: Toyanza Subdivision) یک منطقهٔ مسکونی در ایالات متحده آمریکا است که در شهرستان کالاوراس، کالیفرنیا واقع شده‌است. تویانزا سابدیوژن ۳۴۱ متر بالاتر از سطح دریا قرار دارد.